# Liebhaber in allen Gestalten
Liebhaber in allen Gestalten ou « L’amoureux dans toutes les situations » (D.558) est un lied de Franz Schubert (1797-1828) pour voix et piano, composé en mai 1817. Le poème original est un texte de Johann Wolfgang von Goethe. Il est le premier des trois lieder composés sur des textes de Goethe au mois de mai 1817. Les autres étant le D.559 (Schweizerlied ou « Chanson suisse ») et le D.560 (Der Goldschmiedsgesell [sic] ou « Le compagnon de l'orfèvre »).

## Contexte
Le début de l’année 1817 correspond à l’installation de Schubert dans la famille de son ami Schobert. Il se sent libre de ne plus devoir enseigner dans l’école de son père. Il se sent également libéré d’un climat familial qui, même s’il n’est pas réellement catastrophique, oppresse le compositeur. C’est à ce moment-là, qu’il décide qu’il veut vivre de sa composition uniquement (ce sera le premier compositeur à avoir comme aspiration à être rémunéré uniquement grâce à sa composition). C’est aussi l’année d’un autre grand changement dans la vie de Schubert ; non seulement, il se détourne du chemin paternel, mais également du chemin de son maître Salieri et des influences italiennes pour se concentrer sur une musique germanique. Il écrit en janvier pour la dernière fois à partir d'un texte italien La serva pastorella.
Le début de l’année 1817 est consacré au perfectionnement de son système d’écriture pianistique et marqué par la composition de sept sonates. Ses œuvres commencent aussi à être jouées en public, plus particulièrement chez le professeur et avocat Von Sonlethner chez lequel il va trouver un admirateur fortuné. Cette rencontre lui permettra d’être plus visible sur la scène musicale. Il va composer pendant cette année 1817 des cycles de lieds sur des textes de Mayrhofer, Goethe et Schobert.
Le lied Liebhaber in allen Gestalten d’humeur joyeuse, marque un changement dans l’écriture du compositeur. Le début de l’année était dédié à des textes sur la mort comme Le jeune homme à la mort (en février) qui est une reprise du texte de la Jeune fille à la mort. 

## Texte
Le texte est constitué dans sa version originale de neuf strophes. Le poème a été écrit en 1810 par Goethe. Il est publié dans le recueil Goethes werke en 1815.
| Texte original | Traduction | Texte de Schubert |
| --- | --- | --- |
| Ich wollt' ich wär' ein Fisch, So hurtig und frisch; Und kämst du zu anglen, Ich würde nicht manglen Ich wollt' ich wär' ein Fisch, So hurtig und frisch. Ich wollt' ich wär' ein Pferd, Da wär' ich dir werth. O wär' ich ein Wagen, Bequem dich zu tragen. Ich wollt' ich wär' ein Pferd, Da wär' ich dir werth. Ich wollt' ich wäre Gold, Dir immer im Sold; Und thätst du was kaufen, Käm ich wieder gelaufen. Ich wollt' ich wäre Gold, Dir immer im Sold. Ich wollt' ich wär' treu, Mein Liebchen stets neu; Ich wollt' mich verheißen, Wollt' nimmer verreisen. Ich wollt' ich wär' treu, Mein Liebchen stets neu. Ich wollt' ich wär' alt Und runzlig und kalt; Thätst du mir's versagen, Da könnt mich's nicht plagen. Ich wollt' ich wär' alt Und runzlig und kalt. Wär' ich Affe sogleich Voll neckender Streich'; Hätt' was dich verdrossen, So macht' ich dir Possen. Wär' ich Affe sogleich Voll neckender Streich'. Wär' ich gut wie ein Schaf; Wie der Löwe so brav; Hätt' Augen wie's Lüchschen, Und Listen wie's Füchschen. Wär' ich gut wie ein Schaf Wie der Löwe so brav. Was alles ich wär', Das gönnt' ich dir sehr; Mit fürstlichen Gaben, Du solltest mich haben. Was alles ich wär', Das gönnt' ich dir sehr. Doch bin ich wie ich bin, Und nimm mich nur hin! Willst du bess're besitzen, So laß dir sie schnitzen. Ich bin nun wie ich bin; So nimm mich nur hin! | Je voudrais être un poisson Si rapide et si frais; Et si tu venais pêcher, Je ne m'esquiverais pas. Je voudrais être un poisson Si rapide et si frais; Je voudrais être un cheval Alors tu m'estimerais. Oh, si j'étais une charrette, Je te porterais confortablement. Je voudrais être un cheval Alors tu m'estimerais. Je voudrais être de l'or Toujours dans ta bourse; Et si tu allais faire des achats, J'arriverais en courant. Je voudrais être de l'or Toujours dans ta bourse. Je voudrais t'être fidèle Ma bien-aimée et toujours nouveau, Je voudrais me promettre De ne jamais partir. Je voudrais t'être fidèle Ma bien-aimée et toujours nouveau. Je voudrais être vieux Et ratatiné et froid; Si tu me laissais tomber Alors je ne pourrais m'en plaindre. Je voudrais être vieux Et ratatiné et froid. Si j'étais comme un singe Espiègle plein de malice, Si quelque chose te fâchait J'en ferais une farce. Si j'étais comme un singe Espiègle plein de malice. Si j'étais doux comme un mouton, Aussi brave que le lion, Si j'avais des yeux de lynx Et la ruse d'un renard. Si j'étais doux comme un agneau, Aussi brave que le lion. Si j'étais tout ça, J'en serais très heureux pour toi; Avec des cadeaux princiers, Tu devrais m'avoir. Si j'étais tout ça, J'en serais très heureux pour toi. Mais je suis comme je suis, Et prends-moi comme ça! Si tu veux posséder mieux, Fais-le-toi sculpter. Mais je suis comme je suis, Et prends-moi comme ça! | Ich wollt' ich wär' ein Fisch, So hurtig und frisch; Und kämst du zu anglen, Ich würde nicht manglen Ich wollt' ich wär' ein Fisch, So hurtig und frisch. Ich wollt' ich wär' ein Pferd, Da wär' ich dir werth. O wär' ich ein Wagen, Bequem dich zu tragen. Ich wollt' ich wär' ein Pferd, Da wär' ich dir werth. Ich wollt' ich wäre Gold, Dir immer im Sold; Und thätst du was kaufen, Käm ich wieder gelaufen. Ich wollt' ich wäre Gold, Dir immer im Sold. Doch bin ich wie ich bin, Und nimm mich nur hin! Willst du bess're besitzen, So laß dir sie schnitzen. Ich bin nun wie ich bin; So nimm mich nur hin! |

Dans ce poème, Goethe dépeint le discours d’un homme à une femme. Le poème adopte le ton de la séduction : l’homme confie à sa belle qu’il aimerait avoir toutes sortes de qualités pour gagner son amour. De nombreuses qualités sont associées à des animaux (un poisson frais et rapide, un cheval qui la transporterait dans un certain confort, un singe malicieux et espiègle, un doux mouton, un brave lion…). L’or et les cadeaux princiers complètent cette liste de souhaits. Le souhait d’être ces différents animaux et d’endosser ainsi leurs qualités est systématiquement exprimé dans le premier vers de chacune des huit premières strophes. Les quatre premières strophes commencent par la forme Ich wollt’ich wär ein… pour être remplacée par la forme Wär’ ich… à partir de la cinquième strophe. Au niveau sémantique, ces deux formules (Ich wollt’ ich wär' et Wär ich…) expriment la même évidence que le ‘je’ n’est en réalité aucun de ces animaux et que par conséquent, il ne possède pas non plus leurs qualités. Malgré la variation de la forme du premier vers, le message reste donc fondamentalement le même dans les huit premières strophes. Les quatrième et cinquième strophes, cependant, ne mettent pas en scène des animaux et leurs qualités mais bien l’homme. Dans la quatrième strophe, l’homme souhaiterait être fidèle. Le conditionnel rend la fidélité aussi improbable que les autres qualités énumérées jusque-là. Dans la cinquième strophe, l’homme se voudrait vieux, ratatiné et froid afin de ne pas pouvoir se plaindre en cas d’abandon par la dame. 
Dans la dernière strophe du poème, le ‘je’ lyrique fait volte-face. Il abandonne le ton de la séduction sur base de qualités hypothétiques pour annoncer à la dame qu’elle doit l’aimer tel qu’il est (‘Mais je suis comme suis/ Et prends-moi comme ça !’). Le conditionnel hypothétique fait place au présent (‘je suis comme je suis’) et à l’impératif (‘prends-moi’ et ‘fais-le-toi’). Le ton est plus ferme.  Il semble aussi sous-entendre qu’elle ne trouvera pas facilement un homme mieux que lui. Le vers ‘Fais-le-toi sculpter’ indique que seule une marionnette en bois pourrait le remplacer avantageusement. La dernière strophe a des allures d’ultimatum : l’homme est à prendre tel quel ou à laisser. 
Selon Walther Dürr et le texte manuscrit, Schubert ne reprend que quatre des neuf strophes du texte de Goethe. Il n'insère pas dans son manuscrit les strophes entre la troisième et le dernier couplet. Il diminue le texte tout en conservant l’idée principale. Avec les trois premières strophes, l’auditeur perçoit assez bien l’idée de soumission d’une personne à une autre ou du moins le souhait de lui plaire. Le dernier couplet (qui correspond à la dernière strophe du poème), quant à lui, garde son rôle de conclusion et d'affirmation du protagoniste. Les enregistrements audio permettent de se rendre compte que les couplets retenus par les interprètes ne sont pas constants. Les trois seuls couplets repris systématiquement sont les premier, troisième et dernier. En effet, l'interprète semble libre de choisir les couplets du texte de Goethe qu'il va interpréter, ce qui fait varier la durée de l'enregistrement.  
Il existe des variations dans la version du Schubert par rapport au texte de Goethe. Le tableau suivant montre les différences entre le texte de Goethe et le lied de Schubert par mesure.
|               | Texte de Goethe  | Lied de Schubert |
| Mesure 10     | Anglen           | Angeln           |
| Mesure 12     | Manglen          | Mangeln          |
| Mesure 31- 32 | Wieder gelaufen  | Wie gelaufen     |
| Mesure 26-27  | Und nimm         | Doch nimm        |
| Mesure28-29   | Willst du Bessre | Willst Bessre    |

## Analyse musicale
Ce lied est un lied de forme strophique en La majeur. La forme est très simple et évoque une atmosphère enjouée. Les différentes strophes sont liées par une petite ritournelle qui court pendant trois mesures. 
La partition se compose de 20 mesures répétées à chaque strophe (le nombre total de mesure dépend du nombre de strophes qui sont chantées). Les 20 mesures se divisent en cinq phrases musicales différentes. La première est la petite ritournelle de trois mesures juste après la levée. La quatrième mesure marque une petite cadence parfaite qui se termine un temps avant le début du chant.
Les mesures de cinq à huit se composent de la même rythmique, quatre croches à la main gauche et deux doubles croches à la main droite. D’un point de vue mélodique, on peut diviser en propositions de deux mesures, la première avec les mesures cinq et six et la seconde avec les mesures sept et huit. La première proposition se distingue par une main gauche qui alterne entre une note et sa tierce majeure. La seconde proposition à la main gauche est différente par le passage de la seconde mineure avant d’arriver sur la tierce majeure.
Les mesures neuf à douze constituent une phrase de quatre mesures qui se termine par une cadence parfaite à la mesure treize. La phrase est organisée au piano comme une répétition rythmique de deux fois la même proposition composée d’une rythmique noire, croche, pour la main gauche. Et pour la main droite, huit doubles croches. C’est mélodiquement que les deux mesures de la proposition se distinguent. Sur la première mesure, l’intervalle entre les deux premières notes est un intervalle de quinte de Ré à Si. Puis, une note de passage d’une tierce majeure pour revenir sur le Ré initial. Dans la seconde mesure, la main droite monte de tierce en tierce en partant de Ré pour culminer sur un Sol# et redescendre jusqu'au sol, une octave plus bas.
De manière générale, le lied est joyeux. Le chant est assez rapide, principalement sur certaines croches. Le texte est découpé de manière syllabique et les noires sont attribuées aux syllabes longues alors que les croches sont réservées aux syllabes courtes.

## Discographie
| 1954 | Song Recital                                                      | Rita Streich                          | Erik Werba          | Deutsche Grammophon                                     | DGM 12030            |
| 1960 | Schubert Lieder                                                   | Irmgard Seefried                      | Erik Werba          | Deutsche Grammophon                                     | LPEM 19 164          |
| 1962 | Die Schöne Müllerin/ 7Lieder                                      | Fritz Wunderlich                      | Hubert Giesen       | Deutsche Grammophon                                     | 140                  |
| 1962 | Schubert’s songs, volume 1                                        | Elisabeth Schumann                    | George Reeves       | His Master's Voice                                      | COLH. 130            |
| 1969 | Lieder Recital                                                    | Sheila Armstrong                      |                     | Saga                                                    | XID 5307, STXID 5307 |
| 1973 | Goethe-Lieder                                                     | Elly Ameling                          | Dalton Baldwin      | Philips Records                                         | 6500 515             |
| 1973 | Song Récital                                                      | Irmgard Seefried                      | Erik Werba          | Concert Hall                                            | SMS 2600             |
| 1974 | Lieder Von Beethoven und Schubert                                 | Fritz Wunderlich                      | Hubert Giesen       | Heliodor                                                | 2548 059             |
| 1976 | Les introuvables                                                  | Elisabeth Schwarzkopf                 | Gerald Moore        | La voix de son maitre                                   | 1546133              |
| 1976 | Schubert                                                          | Kathleen Battle                       | James Levine        | Deutsche Grammophon                                     | 419 237-2            |
| 1976 |                                                                   | Helen Donath                          | Klaus Donath        | EMI                                                     | 1C 065-30 690        |
| 1981 | Song Recital                                                      | Mattiwilda Dobbs                      | Gerald Moore        | Angel Records                                           | 35094                |
| 1983 | A Voengjum Soöngsins Og Fleiri Lög                                | Ella Magnusdottir                     | Graham Johnson      | Íslenzkar Hljómplötur                                   | ISH 004              |
| 1984 | Ausgewählte Lieder                                                | Margaret Price                        | Wolfgang Sawallisch | Orfeo                                                   | C 001811 A           |
| 1984 | Musicians of Australia                                            | Helen McKinnon                        | John Champ          | Musicians of Australia                                  | R-02802              |
| 1987 | Schubert’s                                                        | Ernst Haefliger                       | Joörg Ewald Dälher  | Claves                                                  | CD 50-8611           |
| 1988 | Music in Miniature Vol1                                           | Sheila Armstrong                      | Martin Isepp        | Saga                                                    | SAGA 6361            |
| 1988 | Ave Maria: Schubert Lieder                                        | Elly Ameling                          | Dalton Baldwin      | Philips Classics                                        | 420 870-2PSL         |
| 1988 | Ich Liebe Dich                                                    | Fritz Wunderlich                      | Hubert Giesen       | Deutsche Grammophon                                     | 4270172              |
| 1988 | Schubert: Lieder                                                  | Kathleen Battle                       | James Levine        | Deutsche Grammophon                                     | 419237               |
| 1990 | Schubert’s                                                        | Edith Mathis                          | Graham Johnson      | Hyperion                                                | CDJ33021             |
| 1991 | Fritz Wunderlich                                                  | Fritz Wunderlich                      | Hubert Giesen       | Deutsche Grammophon / Universal Music Classics and Jazz |                      |
| 1991 | Schubert, Schumann, R. Strauss: Lieder                            | Elisabeth Schumann                    | R.Strauss           | EMI Music Distribution                                  | 63656                |
| 1992 | Fritz Wunderlich                                                  | Fritz Wunderlich                      | Hubert Giesen       | Deutsche Grammophon                                     | 435145               |
| 1993 | Schubert                                                          | Brigitte Fassbaender                  | Cord Garben         | Sony Classical                                          | SK 53104             |
| 1993 | Schubert: Lieder                                                  | Olaf Bär                              | Geoffrey Parsons    | EMI Music Distribution                                  | 54773                |
| 1994 | Ave Maria-Schubert Lieder                                         | Elly Ameling                          | Dalton Baldwin      | Philips Records                                         | 420 870-2            |
| 1994 | Schubert lieder                                                   | Barbara Bonney                        | Geoffrey Parsons    | Teldec                                                  | 4509-90873-2         |
| 1994 | Schubert: The Complete Songs, Vol. 21                             | Edith Mathis                          | Graham Johnson      | Hyperion                                                | 33021                |
| 1995 | Schub Lieder                                                      | Barbara Bonney                        | Geoffrey Parsons    | Teldec                                                  | 90873                |
| 1995 | Schubert: Songs                                                   | Margaret Price                        | Wolfgang Sawallisch | Orfeo                                                   | 1811                 |
| 1996 | Schubert-lieder                                                   | Lynda Russell                         | Peter Hill          | Naxos                                                   | 8.553113             |
| 1997 | Schubert: Lieder on Record, Vol. 2: 1929-1952                     | Fritz Wunderlich                      | Hubert Giesen       | EMI Music Distribution                                  | 566154-2             |
| 1997 | Schumann: Dichterliebe; Schubert, Beethoven: Lieder               | Fritz Wunderlich                      | Hubert Giesen       | Deutsche Grammophon                                     | 449 747-2GOR         |
| 1998 | Arias & Lieder                                                    | Fritz Wunderlich                      | Hubert Giesen       | Deutsche Grammophon                                     | 459027               |
| 1998 | Deutsche Grammophon Centenary Collection, 1958-1967               | Fritz Wunderlich                      | Hubert Giesen       | Deutsche Grammophon                                     | 459 068-2GCC10       |
| 1998 | Schubert: Lieder Nach Goethe \|Siegfried Lorenz \|Norman Schetler | Berlin Classics                       | 0093182BC           |                                                         |                      |
| 1999 | Mattiwilda Dobbs sings Arias & Songs                              | Mattiwilda Dobbs                      | Gerald Moore        | Testament                                               | 1137                 |
| 1999 | Schubert: Lieder                                                  | Elly Ameling                          | Dalton Baldwin      | Philips                                                 | 438528               |
| 1999 | Schubert: Selected Songs                                          | Ernst Haefliger                       | Jörg Ewald Dähler   | Claves                                                  | 508611               |
| 2001 | Schubert: Lieder                                                  | Edith Wiens                           | Rudolph Jansen      | Musica Viva                                             | 1053                 |
| 2002 | Schubert Lieder (recorded 1927-1945)                              | Elisabeth Schumann                    | George Reeves       | Naxos Historical                                        | 8.110731             |
| 2002 | Schubert Lieder                                                   | Elisabeth Schumann                    | Gerald Moore        | Naxos Historical                                        | 8110731              |
| 2003 | The Viennese Nightingale                                          | Rita Streich                          | Erik Werba          | Deutsche Grammophon                                     | 474738               |
| 2004 | New York: 1950; South Africa: 1951                                | Elisabeth Schumann                    | Bruno Walter        | Symposium                                               | 1339                 |
| 2004 | Schubert: 24 Lieder                                               | Elisabeth Schwarzkopf                 | Gerald Moore        | EMI Music Distribution                                  | 62773                |
| 2004 | Schubert: Goethe Lieder, Vol. 3                                   | Johannes Kaplers                      | Burkhard Kehring    | Naxos                                                   | 8554667              |
| 2005 | Franz Schubert: The Complete Songs                                |                                       |                     | Hyperion                                                | 44201                |
| 2005 | Schubert: Goethe-Lieder                                           | Wolfgang Holzmair                     | Gérard Wyss         | Tudor Records                                           | 7110                 |
| 2005 | Schubert: Leider                                                  | Siegfried Lorenz                      | Norman Schetler     | Berlin Classics                                         | 30422                |
| 2005 | The Art of Fritz Wunderlich [Box Set]                             | Fritz Wunderlich                      | Hubert Giesen       | Deutsche Grammophon                                     | 2894775305           |
| 2006 | Margaret Price sings Schubert, Mahler & Strauss                   | Margaret Price                        |                     | Wigmore Hall                                            | 8                    |
| 2007 | Schubert: Lieder                                                  | Irmgard Seefried                      | Hans Gàl            | Archipel                                                | 350                  |
| 2007 | Schwarzkopf Edition                                               | Elisabeth Schwarzkopf                 | Gerald Moore        | EMI Music Distribution / Warner Classics                | 946380273            |
| 2008 | Schubert: 24 Lieder                                               | Elisabeth Schwarzkopf                 |                     | EMI Music Distribution                                  | 5627542              |
| 2008 | Schubert: Die grössten Werke                                      | Siegfried Lorenz                      | Norman Shetler      | Berlin Classics                                         | 184332               |
| 2008 | Schubert: Liede                                                   | Barbara Bonney                        | Geoffrey Parsons    | Teldec                                                  | 492412               |
| 2008 | Schubert: Lieder                                                  | Barbara Bonney                        | Geoffrey Parsons    | Warner Classics                                         |                      |
| 2009 | 111 Years of Deutsche Grammophon: The Collector's Edition<        | Gianluca Alfano                       | Martha Argerich     | Deutsche Grammophon                                     | 4778167              |
| 2009 | Ihre Grössten Erfolge: Elisabeth Schwarzkopf                      | Elisabeth Schwarzkopf                 | Edwin Fischer       | Membran                                                 | 2232762              |
| 2011 | Icon: Elisabeth Schwarzkopf - Perfect Prima Donna                 | Elisabeth Schwarzkopf                 | Edwin Fischer       | EMI Classics                                            |                      |
| 2011 | Schubert: The Complete Lieder                                     | Ulf Bastlein                          | Jens Fuhr           | Naxos                                                   | 8503801              |
| 2012 | Best of Schubert                                                  | Siegfried Lorenz                      | Rudolf Dunckel      | Berlin Classics                                         | BER 300340           |
| 2014 | Schubert: Rosamunde; Lieder                                       | Robert Heger / Anneliese Rothenberger | Gerald Moore        | Warner Classics                                         | 5054196055           |
| 2015 | The Collector's Editions [111 Cds]                                | Gianluca Alfano                       | Martha Argerich     | Deutsche Grammophon                                     | 4795448              |
| 2015 | The History of Classical Music in 24 H                            | Roberto Alagna                        | Martha Argerich     | Deutsche Grammophon                                     | 2894795229           |
| 2016 | Complete studio recordings on deutsche grammophon                 | Cvetka Ahlin                          | Hubert Giesen       | Deutsche Grammophon                                     | 4796438              |
| 2016 | Elisabeth Schwarzkopf: The Complete 78 RPM Recordings             | Elisabeth Schwarzkopf                 | Gerald Moore        | Warner Classics                                         | 190295955175         |
| 2016 | The Originals, Vol. 2                                             | Theo Adam                             | Martha Argerich     | Deutsche Grammophon                                     | 4796018              |